# Popillia aeneipennis
Popillia aeneipennis är en skalbaggsart som beskrevs av Ohaus 1908. Popillia aeneipennis ingår i släktet Popillia och familjen Rutelidae.

## Underarter
Arten delas in i följande underarter:
- P. a. limoniatis
- P. a. libethris
- P. a. kilimandjarensis
- P. a. montium
- P. a. cyanelytria